# Aquaduct van Carpentras

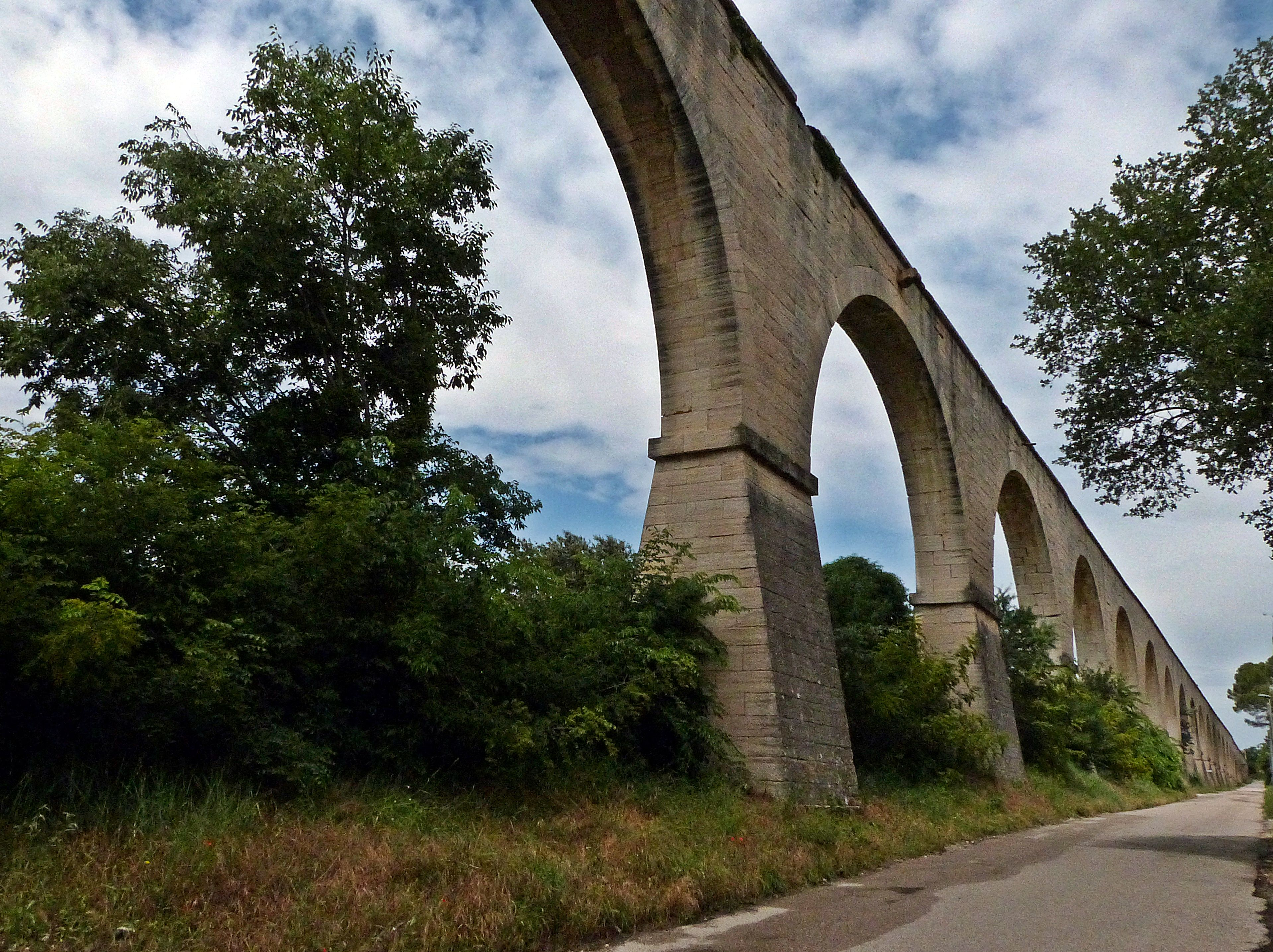
Aquaduct van Carpentras, in het Franse departement Vaucluse

Het 18e-eeuwse aquaduct van Carpentras brengt water van de bron van Caromb (Vaucluse, Frankrijk) naar het centrum van de stad Carpentras. 
Het aquaduct overspant de vallei van de Auzon, een zijrivier van de Sorgue. Het aquaduct is 720 meter lang en telt 47 bogen, opgesteld in 1 of 2 verdiepingen. Op het hoogste punt in de vallei bedraagt de hoogte 24 meter. De breedte van de constructie is 1,75 meter en de breedte van de eigenlijke waterloop is 25 centimeter.
Voor dit aquaduct stond er een middeleeuws aquaduct dat in de jaren 1700 een ruïne was. Jean de Clapiès (1670-1740) kreeg de opdracht Carpentras opnieuw van bronwater te voorzien. Jean de Clapiès was een wiskundige en ingenieur. De architect van de plannen was Antoine d'Allemand (1679-1760), een architect uit Carpentras. De werken gebeurden in opdracht van de Provence, een provincie van het koninkrijk Frankrijk. Ze duurden van 1720 tot 1734. 
In 1947 erkende het Ministerie van Cultuur het aquaduct van Carpentras als monument historique van Frankrijk.